# Trolleybus de Rouen
Le trolleybus de Rouen était un réseau de transports en commun de la ville de Rouen. Le réseau de trolleybus est mis en service en 1933 par la Compagnie des tramways de Rouen.

## Histoire
- 1933 : mise en service de la première ligne 14 Vieux-Marché - Cimetière de l'Ouest[1]
- 1936 : mise en service de la ligne 15 Place Beauvoisine - Sapins
- 1937 : mise en service de la ligne 16 Pont Corneille - Mont-Saint-Aignan
- 1939 : mise en service de la ligne 10 Rouen - Saint-Étienne-du-Rouvray
- 1946 : mise en service de la ligne 5 Place Beauvoisine – Bihorel
- 1948 : mise en service de la ligne 11 Tour Saint-André – Mont-Saint-Aignan
- 1949 : mise en service de la ligne 7 Tour Saint-André – Côte Pierreuse
- 1970 : fermeture du réseau.

## Matériel roulant
- Vétra CS 60
- Vétra CS 35

## Annexe